# William Michael Rossetti
William Michael Rossetti (Londres, 25 de setembre de 1829 - Londres, 5 de febrer de 1919) va ser un escriptor i crític anglès, membre de la germandat prerafaelita.

## Biografia
Nascut a Londres, era fill de l'immigrant erudit italià Gabriele Rossetti i la seva esposa Frances Rossetti (Polidori de soltera); era germà de Maria Francesca Rossetti, Dante Gabriel Rossetti i Christina Georgina Rossetti.
Va ser un dels set membres fundadors de la germandat prerafaelita el 1848, i esdevingué el bibliògraf i organitzador oficiós del moviment. Va editar la revista literària de la germandat, El germen, que va publicar quatre números el 1850 i va escriure les crítiques de poesia de la revista.
Va ser William Michael Rossetti qui va redactar els objectius del germandat en la seva reunió fundacional de setembre de 1848:
1. Per tenir idees genuïnes a expressar;
2. Per estudiar la natura atentament, a fi de saber com expressar-la;
3. Per simpatitzar amb el que és directe i seriós i sincer de l'art anterior, excloent allò que és convencional i uniforme i aprés de memòria;
4. I el més indispensable de tot, per produir exhaustivament bones estàtues i imatges.

Tot i que Rossetti treballava a plena dedicació com a funcionari, va mantenir una prolífica producció de crítiques i biografies d'una ampla gamma d'interessos des d'Algernon Swinburne fins a James McNeill Whistler. Va editar els diaris del seu oncle matern John William Polidori (autor de The Vampyre i metge de lord Byron), una biografia completa del seu germà Dante Gabriel, i va editar el recull d'obres de Dante i Christina Rossetti.
Va ser l'editor de la primera edició britànica de poesia de Walt Whitman, publicades el 1868; tanmateix, aquesta edició va ser expurgada.
Anne Gilchrist, que va ser una de les primeres a escriure sobre Whitman, havia llegit la seva poesia amb l'edició de Rossetti, que la va ajudar a iniciar la seva correspondència.
El 1874 es va casar amb Lucy Madox Brown, filla del pintor Ford Madox Brown. Van fer el viatge de noces per França i Itàlia. La seva primera filla, Olivia Frances Madox, va néixer el setembre de 1875, i el seu naixement va ser celebrat amb una oda de Swinburne. Després van tenir un fill, Gabriel Arthur, nascut el febrer de 1877, seguit d'una altra filla, Helen Maria, el novembre de 1879, i uns bessons, Mary Elizabeth i Michael Ford, l'abril de 1881. El seu fill Michael va morir de petit. Rossetti i la seva dona no van batejar ni educar en la religió cristiana els seus fills. Els nens van ser escolaritzats a casa per la seva mare i institutrius. El 1897, Olivia es va casar amb un refugiat anarquista italià, Antonio Agresti, i es van traslladar a Itàlia, on Olivia va fer de traductora i escriptora.
William Michael Rossetti va ser un col·laborador important de l'edició de 1911 de l'Encyclopædia Britannica; les seves contribucions en temes artístics van ser criticades per molts revisors del moment i posteriors, per mostrar poques mostres d'haver absorbit el cos principal de l'obra dels historiadors de l'art acadèmics, la majoria escrits en alemany.

## Obra
- Rossetti, W. M. (1850). El Germen: pensaments cap a naturalesa dins poesia, literatura, i art. London: Aylott & Jones.
- Rossetti, W. M. (1869). Assajos en italià primerenc i llibres alemanys de Cortesia. London: Trübner.
- Rossetti, W. M. (1876). Walt Whitman. London: s.n.
- Rossetti, W. M. (1878). Vides de poetes famosos de Chaucer a Longfellow: amb llistes de poetes menors les biografies dels quals no són incloses. [S.l.]: Ward.
- Rossetti, W. M. (1880). Poesia americana: una col·lecció representativa del vers millor per escriptors americans. London: Ward, Pany.
- Rossetti, W. M. (1886). Memoir De Percy Bysshe Shelley. London: Slark.
- Rossetti, W. M. (1889). Dante Gabriel Rossetti mentre dissenyador i escriptor. London: Cassell & Empresa, va limitar.